# Roystonea princeps
Roystonea princeps là loài thực vật có hoa thuộc họ Arecaceae. Loài này được (Becc.) Burret miêu tả khoa học đầu tiên năm 1929.